# 格雷戈里奧·帕切科
格雷戈里奧·帕切科（西班牙語：Gregorio Pacheco，1823年7月4日—1899年8月20日），玻利維亞政治人物，曾于1884年至1888年擔任玻利維亞總統。